# Aldarull

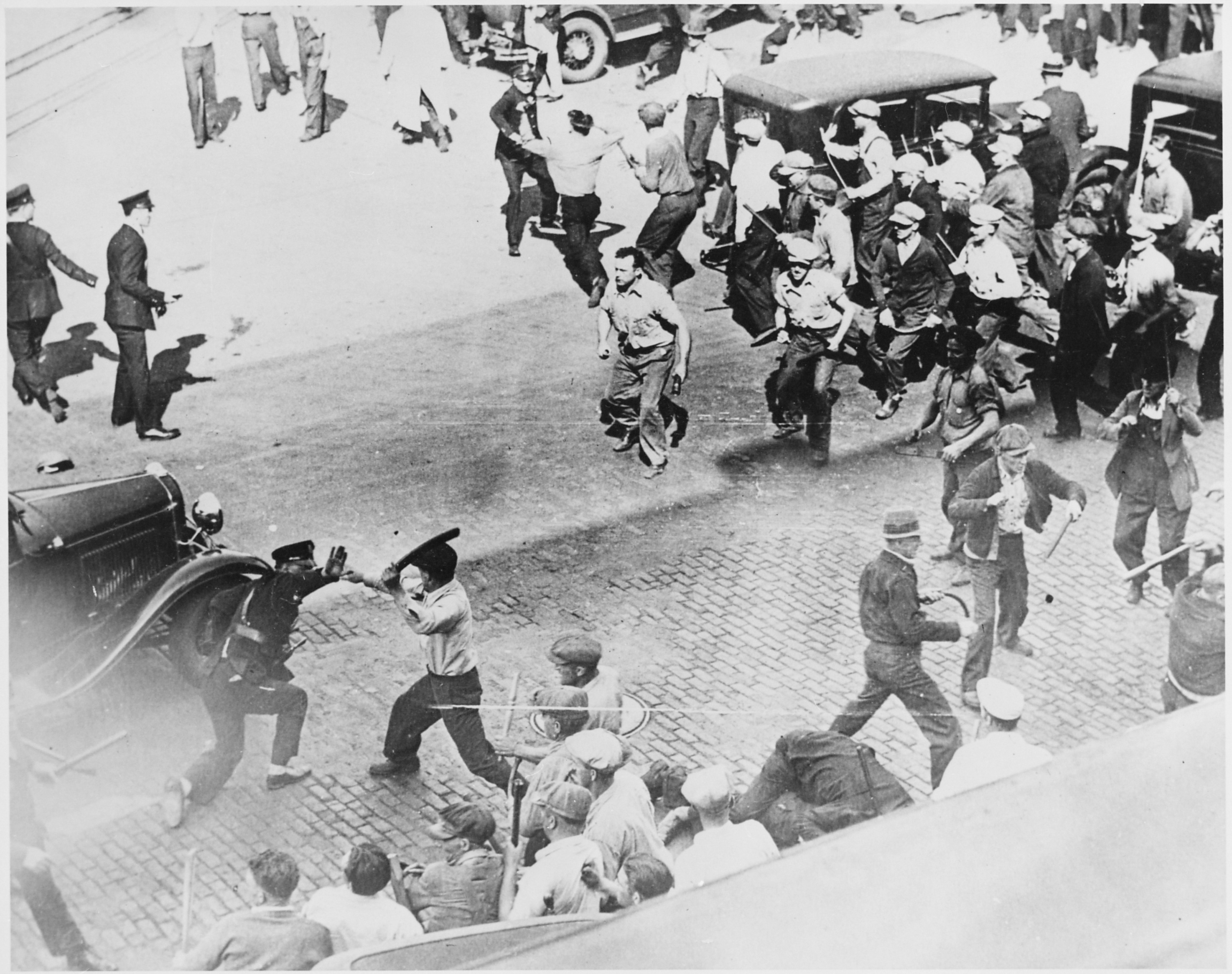
Persones armades amb canonades, es revolten en un enfrontament amb la policia a la vaga de Minneapolis de 1934 durant la Gran Depressió.

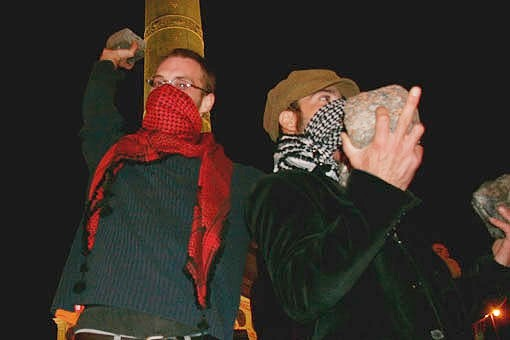
Amotinats que porten bufandes per ocultar la seva identitat i evitar l'efecte dels gasos lacrimògens

Un aldarull és una mena de revolta popular caracteritzada per la violència efímera i no organitzada d'un grup de persones contra l'autoritat, la propietat o la gent. Els disturbis sovint es produeixen com a reacció a un greuge o per dissidència. Històricament, els disturbis s'han produït a causa de la pobresa, l'atur, les males condicions de vida, l'opressió governamental, els impostos o el reclutament militar, els conflictes entre ètnies (motí racial) o les religions, el resultat d'un esdeveniment esportiu (p. ex., disturbis esportius, hooliganisme al futbol) o frustració amb els canals legals per transmetre les queixes.
Implica sovint vandalisme (destrucció del mobiliari urbà o comerços) i baralles entre els congregats o entre aquests i les forces enviades a reprimir-los. Els objectius poden incloure botigues, cotxes, restaurants, institucions de propietat estatal i edificis religiosos. Usualment, és dissolt per la policia o l'exèrcit a ordres del govern.
Tot i que els individus poden intentar liderar o controlar un disturbi, els disturbis solen consistir en grups desorganitzats que sovint són "caòtics i presenten un comportament gregari". Hi ha un nombre creixent d'evidències que suggereixen que estan més a prop de seguir normes socials invertides que no pas un comportament gregari.
Fer front als disturbis és sovint una tasca difícil per a les forces policials. En alguns casos utilitzen gasos lacrimògens o gas CS per controlar els amotinats. La policia antiavalots en alguns estats pot fer servir mètodes de control no letals, com ara escopetes que disparen boles d'escuma per ferir o incapacitar els amotinats per facilitar la detenció.

## Classificació

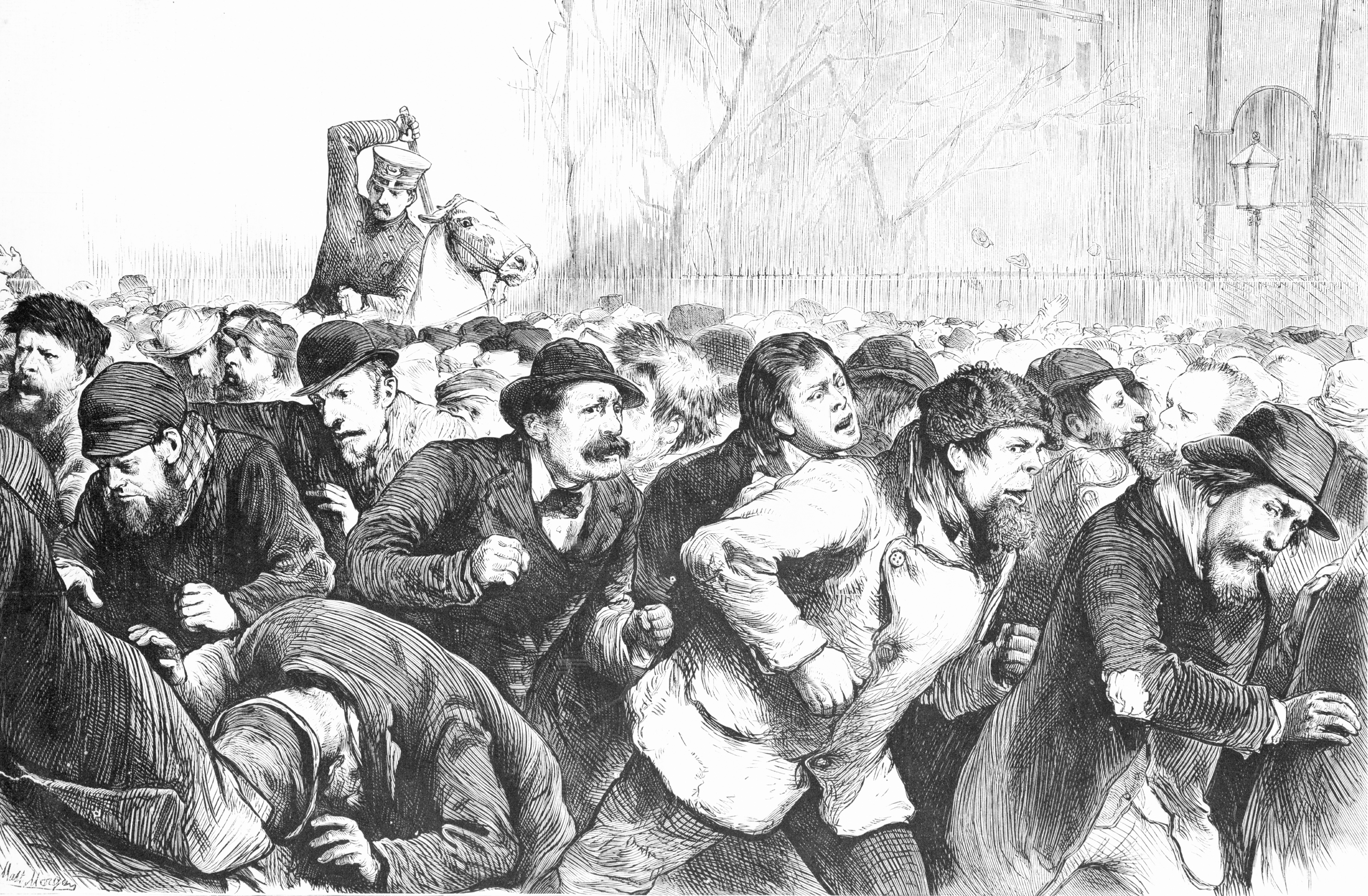
La policia de Nova York ataca els treballadors aturats a Tompkins Square Park, 1874.

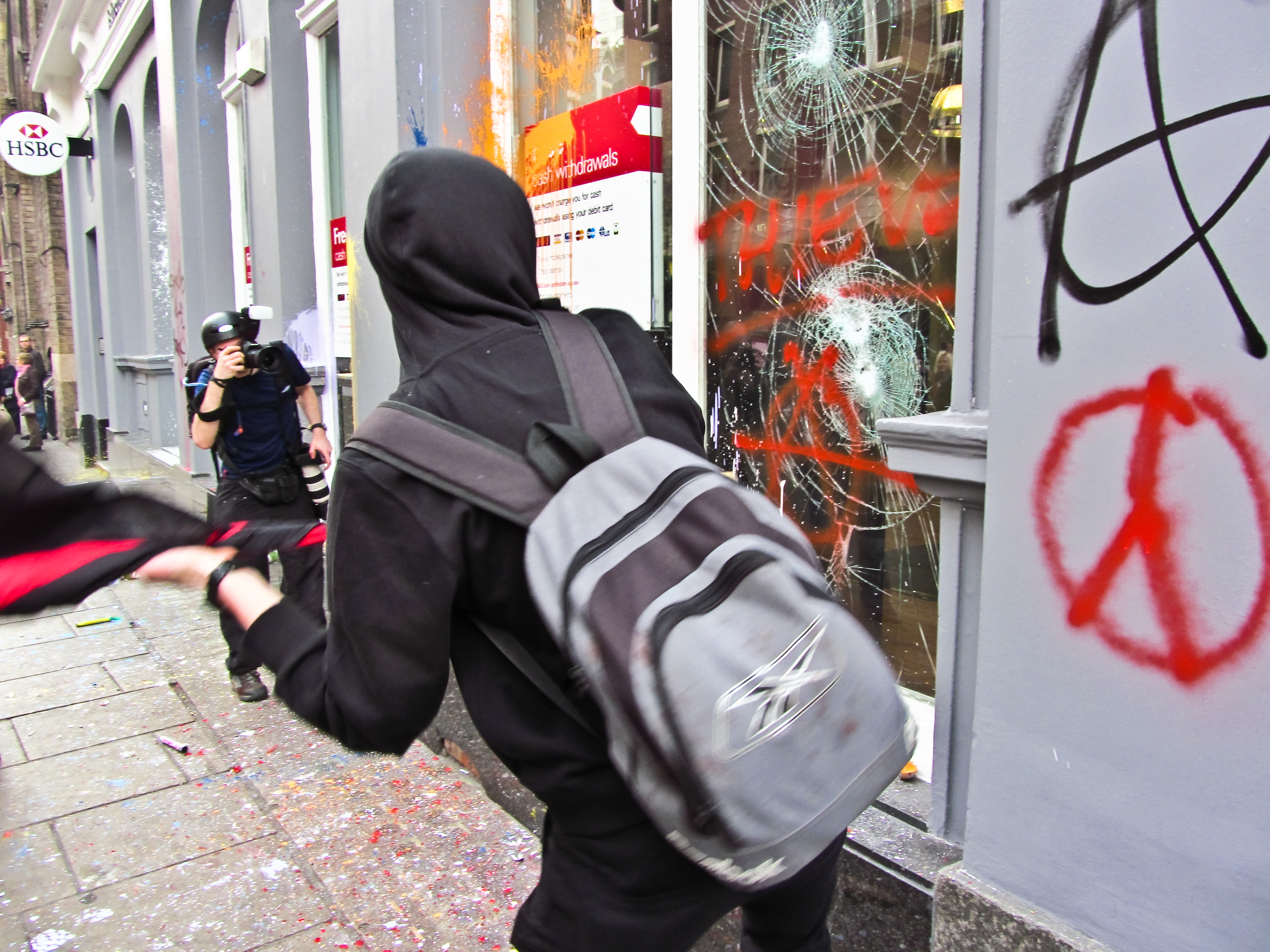
Motí estudiantil anarquista contra l'FMI.

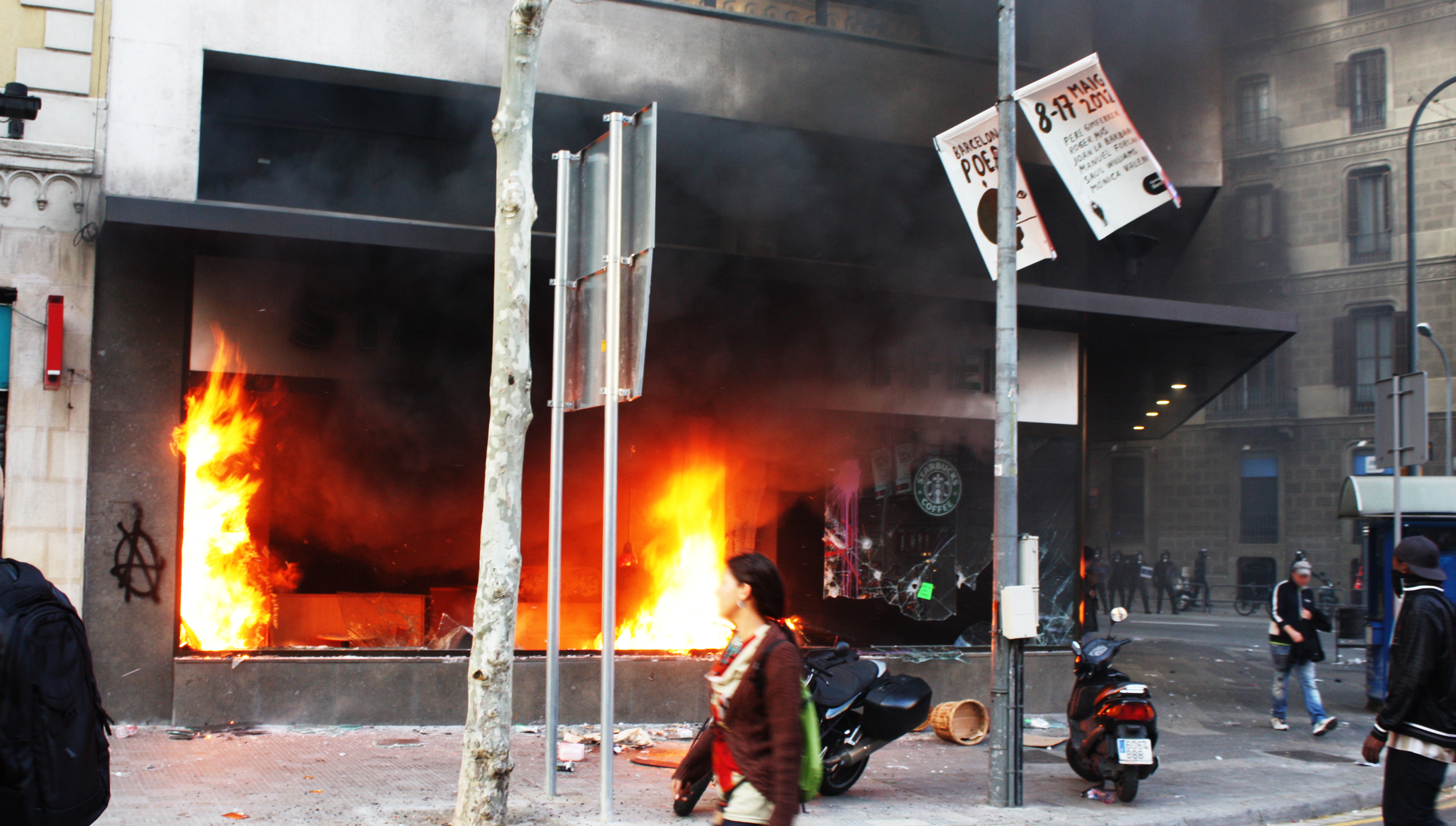
Un Starbucks després de les protestes contra l'austeritat i els disturbis a Barcelona.

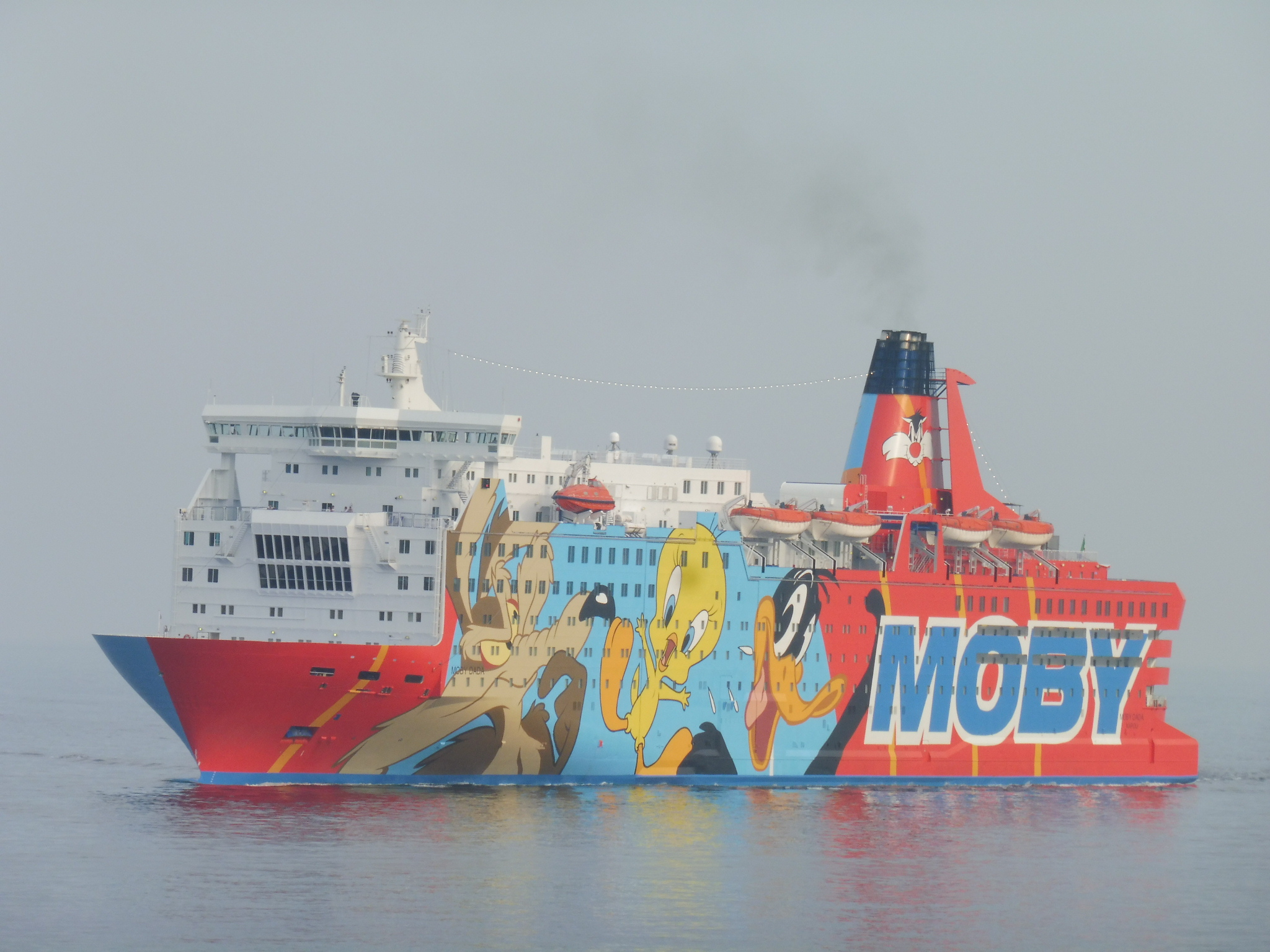
Operació Copèrnic és el nom amb el qual el Ministeri de l'Interior va batejar el desplegament de la Policia Nacional i la Guàrdia Civil a Catalunya en el marc del referèndum de l'u d'octubre. L'actuació de la Policia Nacional i la Guàrdia Civil causà 1066 ferits que van requerir atenció mèdica, entre els quals un 83 % amb contusions o policontusions lleus(amb 5 de greus, un dels quals perdé la visió d'un ull).

Els disturbis pels aliments són causats per problemes amb la collita, un mal emmagatzematge d'aliments, acumulació, enverinament d'aliments o atacs de plagues com les llagostes. Quan el poble es desespera per aquestes condicions, els grups poden atacar botigues, granges, cases o edificis governamentals per obtenir pa o altres aliments bàsics com ara gra o sal. Thomas Ashton, en el seu estudi sobre els disturbis alimentaris a les mines de carbó, va assenyalar que "els disturbis a les mines s'han d'explicar, per descomptat, per alguna cosa més elemental que la política: va ser la reacció instintiva de la virilitat davant la fam". Charles Wilson va assenyalar: "Els augments espasmòdics dels preus dels aliments van provocar que els manifestants del Tyne es revoltessin l'any 1709, els miners d'estany saquegessin els graners de Falmouth el 1727". A les revoltes del pa del 1977 a Egipte, centenars de milers de persones es van amotinar després que els subsidis alimentaris s'aturessin i els preus augmentessin.
El motí policial és un terme per a l'ús desproporcionat i il·legal de la força per part d'un grup de policies contra un grup de civils. Aquest terme s'utilitza habitualment per descriure un atac policial contra civils o la provocació intencionada de violència.
Un motí polític és un motí amb finalitats polítiques o que es desenvolupa a partir d'una protesta política.
Un motí en una presó és un acte temporal i a gran escala de desafiament o desordre concertat per part d'un grup de presos contra els administradors de la presó, els funcionaris de la presó o altres grups de presos.
En un avalot ètnic, la raça o l'ètnia és el factor clau. El terme havia entrat a la llengua anglesa als Estats Units a la dècada de 1890.
En un motí religiós, el factor clau és la religió. La turba amotinada té com a objectiu persones i propietats d'una religió específica, o aquelles que es creu que pertanyen a aquesta religió.
Els aldarulls esportius com la Revolta de la Nika es poden desencadenar per la pèrdua o la victòria d'un equip o esportista específic. Els aficionats dels dos equips també poden barallar-se. Els disturbis esportius poden ocórrer com a resultat d'equips que lluiten per un campionat, una sèrie llarga de partits o puntuacions pròximes. Els esports són la causa més freqüent de disturbis als Estats Units. Gairebé tots els disturbis esportius als Estats Units es produeixen a la ciutat de l'equip guanyador.

## Efectes

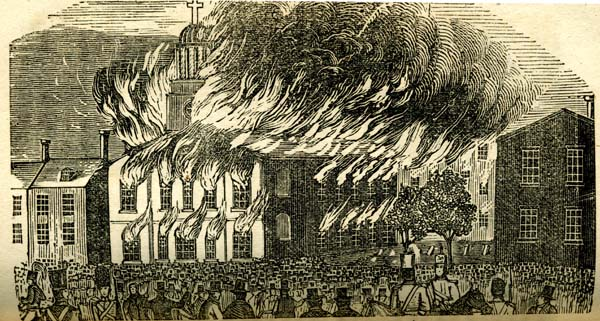
L'església de Sant Agustí es va incendiar durant els disturbis nativistes de Filadèlfia el 1844

Els efectes econòmics i polítics dels disturbis poden ser tan complexos com els seus orígens. La destrucció de la propietat i el dany a les persones sovint es poden mesurar de seguida. Durant els disturbis de Los Angeles de 1992, 2.383 persones van resultar ferides, més de 12.000 van ser arrestades, 63 persones van morir i més de 700 negocis van cremar. Els danys a la propietat es van estimar en més de 1.000 milions de dòlars. Almenys deu dels morts van ser afusellats per la policia o les forces de la Guàrdia Nacional.
De la mateixa manera, els disturbis civils del 2005 a França van durar més de tres setmanes i es van estendre a prop de 300 pobles. Al final de l'incident, més de 10.000 vehicles van ser destruïts i més de 300 edificis cremats. Més de 2.800 sospitosos d'avalots van ser detinguts i 126 policies i bombers van resultar ferits. Els danys estimats van ser de més de 200 milions d'euros.

## Control

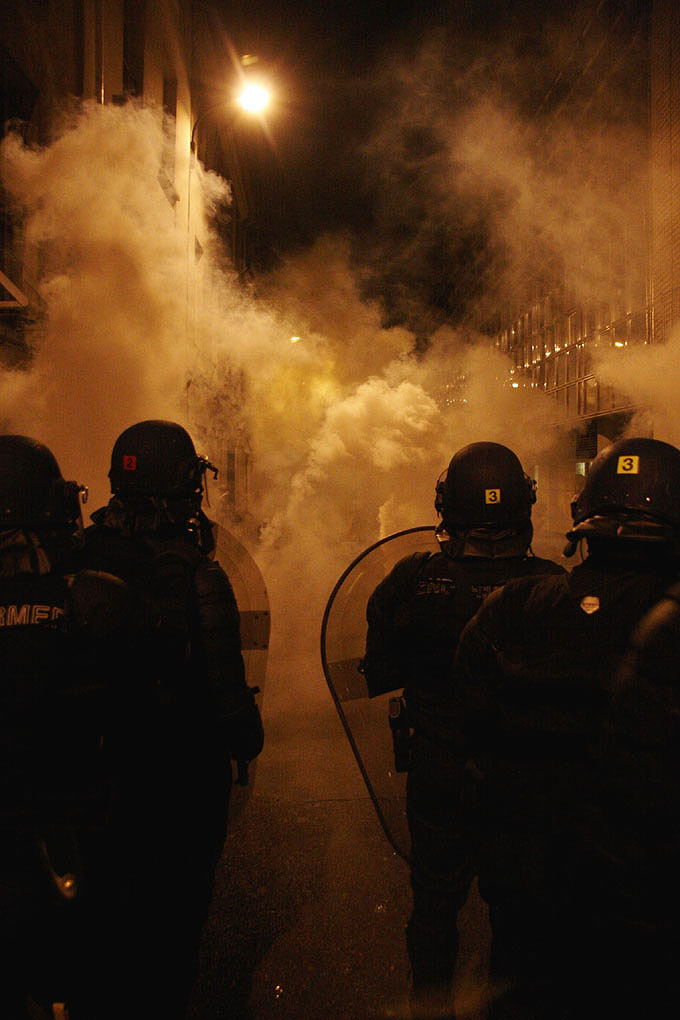
Els agents desplegats per controlar els disturbis sovint porten armadures i escuts, i en alguns estats poden utilitzar gasos lacrimògens

Els disturbis solen ser tractats per la policia, tot i que els mètodes difereixen d'un país a un altre. Les tàctiques i les armes utilitzades poden incloure gossos d'atac, canons d'aigua, bales de plàstic, bales de goma, esprai de pebre, cops de porra. Molts cossos policials han dedicat divisions per fer front a situacions d'ordre públic. Alguns exemples són el Grup de Suport Territorial (Londres), el Grup de Patrulles Especials (Londres), les Companyies Republicanes de Seguretat (França), la Mobiele Eenheid (Països Baixos), les Unitats de detenció (Alemanya) o els agents de la brigada mòbil a Catalunya.
Els agents antiavalots s'han vist afectats per incidents en què la policia ha estat acusada de provocar disturbis o violència multitudinària. Tot i que les armes descrites anteriorment estan designades oficialment com a no letals, diverses persones han mort o han resultat ferides a conseqüència del seu ús. Per exemple, disset morts van ser causades per bales de goma a Irlanda del Nord durant els trenta-cinc anys entre 1970 i 2005.
Que hi hagi un alt risc de ser arrestat pot dissuadir dels disturbis molt més que no pas aplicar càstigs greus. Mentre la gent es va incorporant al motí, el risc de ser detingut acostuma a disminuir, la qual cosa anima encara més gent perquè s'hi afegeixi.

## Aldarulls destacats
- Aldarulls de la Nika (532): iniciats per un enfrontament entre seguidors esportius, van provocar més de 30.000 morts
- Vaga de la Universitat de París del 1299
- Evil May Day (1517): protestes contra els immigrants a Londres
- Els aldarulls de la sal (1648) a Moscou
- Motí de Squillace
- Aldarulls de Spitafield (1769), un dels primers del moviment obrer
- Massacre de Boston
- Diumenge Sagnant (1905), inici de l'enderrocament del tsar rus
- Aldarulls de Jaffa (1921), un dels primers enfrontaments massius entre jueus i àrabs
- Batalla de Cable Street 1936) a Londres
- Els aldarulls de Stonewall (1969) a Nova York van ser una sèrie de conflictes violents entre els gais i la policia, considerat el punt d'inflexió per als moderns moviments pro drets dels homosexuals.
- Diversos aldarulls durant el maig francès
- Diumenge Sagnant (1972), un dels episodis de la violència entre protestants irlandesos i catòlics
- Protestes de Soweto
- Massacre antisikh de 1984 a Delhi
- Protestes de la Plaça de Tian'anmen de 1989
- Disturbis del 2005 a França